# Mikroregion Vale do Paraíba Fluminense

Mikroregion Vale do Paraíba Fluminense

Mikroregion Vale do Paraíba Fluminense – mikroregion w brazylijskim stanie Rio de Janeiro należący do mezoregionu Sul Fluminense. Ma powierzchnię 3838,2 km².

## Gminy
- Barra Mansa
- Itatiaia
- Pinheiral
- Piraí
- Porto Real
- Quatis
- Resende
- Rio Claro
- Volta Redonda